# Sampi
Sampi (grekiska σαμπῖ sampĩ) (versal: Ϡ, gemen: ϡ) var en bokstav som förekom i vissa former av det grekiska alfabetet. Dess ljudvärde var [s] eller [ks]. Efter att den hade försvunnit som bokstav fortsatte den att användas i det joniska talbeteckningssystemet för värdet 900.
Bokstaven ingick i tidiga former av det grekiska alfabetet men hade försvunnit när alfabetet standardiserades i början av 400-talet f.Kr. Utseendet var annorlunda under klassisk tid, och liknade mer latinets T, vilket även avspeglas i dess placering bortom Ω (versal: Ͳ, gemen: ͳ).

## Unicode
|   | decimalt | hexadecimalt | HTML  |
| - | -------- | ------------ | ----- |
| Ϡ | 992      | 3E0          | &#992 |
| ϡ | 993      | 3E1          | &#993 |
| Ͳ | 882      | 372          | &#882 |
| ͳ | 883      | 373          | &#883 |